# The Best FIFA Football Awards 2016
Bei den The Best FIFA Football Awards 2016 wurden am 9. Januar 2017 in Zürich der 26. FIFA-Weltfußballer des Jahres, die 16. FIFA-Weltfußballerin des Jahres und der 7. FIFA-Welttrainer des Jahres im Männer- und Frauenfußball gekürt. Zudem wurden die FIFA FIFPro World XI, der FIFA-Fanpreis, der FIFA-Puskás-Preis und der FIFA-Fairplay-Preis vergeben. 
Nachdem der Weltfußballer-Titel von 2010 bis 2015 gemeinsam mit France Football unter der Bezeichnung FIFA Ballon d’Or vergeben worden war, kehrte die FIFA zu einer Vergabe in Eigenregie zurück.

## FIFA-Weltfußballer des Jahres

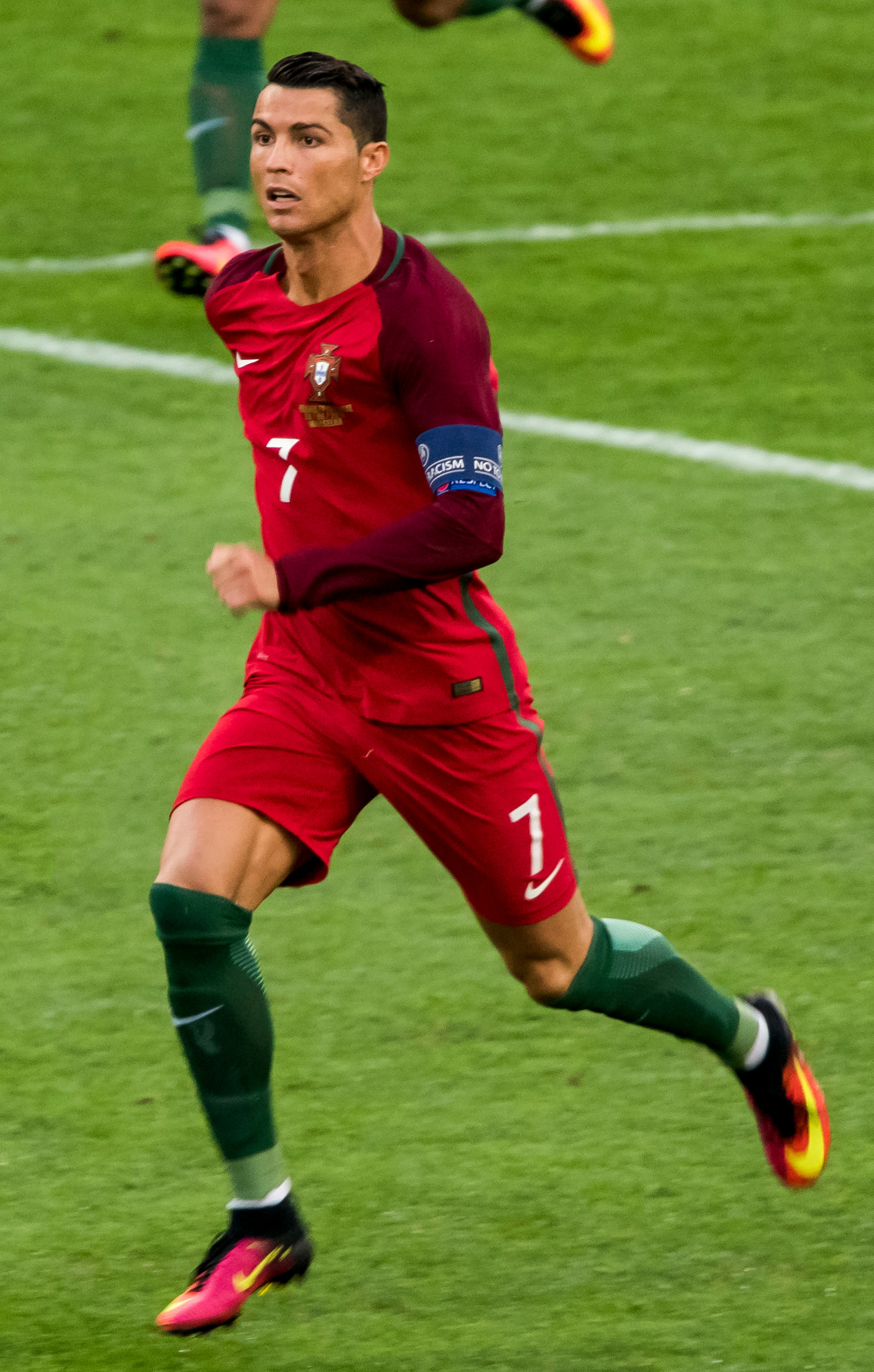
FIFA-Weltfußballer des Jahres 2016
Cristiano Ronaldo

Am 4. November 2016 veröffentlichte die FIFA eine Liste mit 23 Spielern, aus der der FIFA-Weltfußballer gewählt wurde. Der Gewinner wurde durch eine Abstimmung unter Nationaltrainern, Nationalmannschaftskapitänen, Medienvertretern und Fans ermittelt. Diese nannten jeweils die drei ihrer Meinung nach besten Fußballer. Eine Nennung an Platz eins brachte fünf Punkte, ein zweiter Platz drei Punkte, der dritte Platz einen Punkt. Danach wurden die Punkte addiert. Die drei Finalisten wurden am 1. Dezember 2016 bekanntgegeben. Gewinner wurde Cristiano Ronaldo.
| Platzierung | Name               | Nationalität | Verein                                  | Stimmenanteil |
| ----------- | ------------------ | ------------ | --------------------------------------- | ------------- |
| 1.          | Cristiano Ronaldo  | Portugal     | Real Madrid                             | 34,54 %       |
| 2.          | Lionel Messi       | Argentinien  | FC Barcelona                            | 26,24 %       |
| 3.          | Antoine Griezmann  | Frankreich   | Atlético Madrid                         | 7,53 %        |
| 4.          | Neymar             | Brasilien    | FC Barcelona                            | 6,23 %        |
| 5.          | Luis Suárez        | Uruguay      | FC Barcelona                            | 5,11 %        |
| 6.          | Gareth Bale        | Wales        | Real Madrid                             | 4,62 %        |
| 7.          | Riyad Mahrez       | Algerien     | Leicester City                          | 2,20 %        |
| 8.          | Gianluigi Buffon   | Italien      | Juventus Turin                          | 1,85 %        |
| 9.          | Andrés Iniesta     | Spanien      | FC Barcelona                            | 1,69 %        |
| 10.         | Toni Kroos         | Deutschland  | Real Madrid                             | 1,25 %        |
| 11.         | Alexis Sánchez     | Chile        | FC Arsenal                              | 1,19 %        |
| 12.         | Robert Lewandowski | Polen        | FC Bayern München                       | 0,93 %        |
| 13.         | Luka Modrić        | Kroatien     | Real Madrid                             | 0,89 %        |
| 14.         | Mesut Özil         | Deutschland  | FC Arsenal                              | 0,86 %        |
| 15.         | Jamie Vardy        | England      | Leicester City                          | 0,81 %        |
| 16.         | Manuel Neuer       | Deutschland  | FC Bayern München                       | 0,80 %        |
| 17.         | Sergio Ramos       | Spanien      | Real Madrid                             | 0,70 %        |
| 18.         | Zlatan Ibrahimović | Schweden     | Paris Saint-Germain / Manchester United | 0,50 %        |
| 19.         | Paul Pogba         | Frankreich   | Juventus Turin / Manchester United      | 0,47 %        |
| 20.         | Kevin De Bruyne    | Belgien      | Manchester City                         | 0,46 %        |
| 21.         | N’Golo Kanté       | Frankreich   | Leicester City / FC Chelsea             | 0,40 %        |
| 22.         | Sergio Agüero      | Argentinien  | Manchester City                         | 0,38 %        |
| 23.         | Dimitri Payet      | Frankreich   | West Ham United                         | 0,17 %        |

## FIFA-Weltfußballerin des Jahres

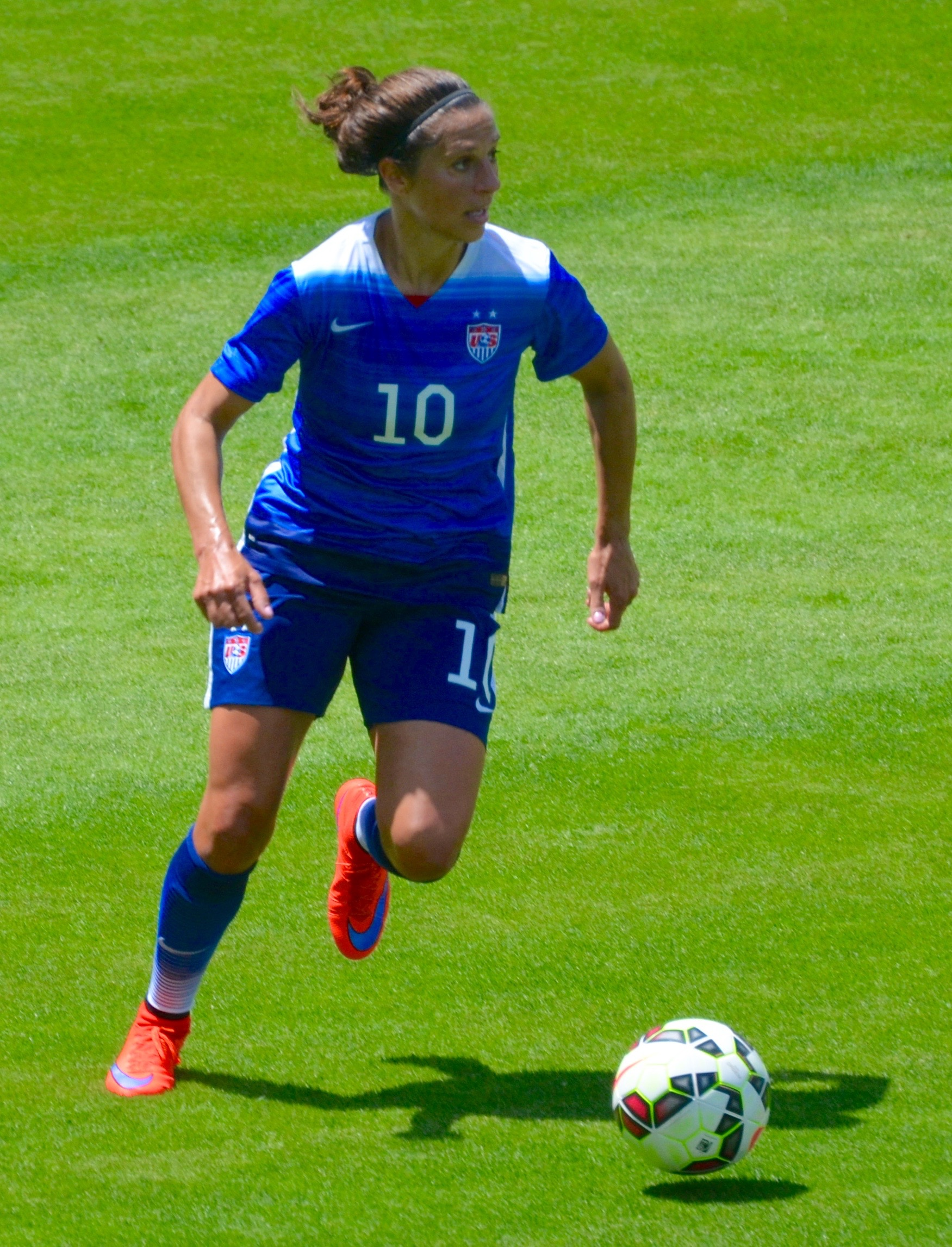
FIFA-Weltfußballerin des Jahres 2016
Carli Lloyd

Gewinnerin wurde Carli Lloyd
| Platz                 | Spieler            | Nationalität       | Verein(e)                                         | Stimmenanteil |
| Finalistinnen         | Finalistinnen      | Finalistinnen      | Finalistinnen                                     | Finalistinnen |
| --------------------- | ------------------ | ------------------ | ------------------------------------------------- | ------------- |
| 1.                    | Carli Lloyd        | Vereinigte Staaten | Houston Dash                                      | 20,68 %       |
| 2.                    | Marta              | Brasilien          | FC Rosengård                                      | 16,60 %       |
| 3.                    | Melanie Behringer  | Deutschland        | FC Bayern München                                 | 12,34 %       |
| Weitere Kandidatinnen |                    |                    |                                                   |               |
| 4.                    | Dzsenifer Marozsán | Deutschland        | 1. FFC Frankfurt / Olympique Lyon (Frauenfußball) | 11,68 %       |
| 5.                    | Sara Däbritz       | Deutschland        | FC Bayern München                                 | 8,19 %        |
| 6.                    | Saki Kumagai       | Japan              | Olympique Lyon                                    | 6,94 %        |
| 7.                    | Lotta Schelin      | Schweden           | Olympique Lyon                                    | 6,58 %        |
| 8.                    | Christine Sinclair | Kanada             | Portland Thorns                                   | 5,99 %        |
| 9.                    | Amandine Henry     | Frankreich         | Portland Thorns                                   | 5,96 %        |
| 10.                   | Camille Abily      | Frankreich         | Olympique Lyon                                    | 5,04 %        |

## FIFA-Welttrainer des Jahres (Männerfußball)

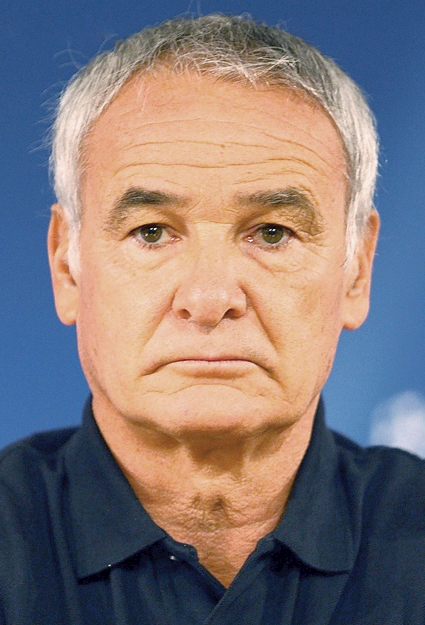
FIFA-Welttrainer des Jahres im Männerfußball 2016
Claudio Ranieri

Gewinner wurde Claudio Ranieri, der mit Leicester City überraschend englischer Meister wurde.
| Platz              | Trainer             | Nationalität | Team                                | Stimmenanteil |
| Finalisten         | Finalisten          | Finalisten   | Finalisten                          | Finalisten    |
| ------------------ | ------------------- | ------------ | ----------------------------------- | ------------- |
| 1.                 | Claudio Ranieri     | Italien      | Leicester City                      | 22,06 %       |
| 2.                 | Zinédine Zidane     | Frankreich   | Real Madrid                         | 16,56 %       |
| 3.                 | Fernando Santos     | Portugal     | Portugal                            | 16,24 %       |
| Weitere Kandidaten |                     |              |                                     |               |
| 4.                 | Diego Simeone       | Argentinien  | Atlético Madrid                     | 12,98 %       |
| 5.                 | Pep Guardiola       | Spanien      | FC Bayern München / Manchester City | 11,13 %       |
| 6.                 | Luis Enrique        | Spanien      | FC Barcelona                        | 8,32 %        |
| 7.                 | Jürgen Klopp        | Deutschland  | FC Liverpool                        | 7,71 %        |
| 8.                 | Didier Deschamps    | Frankreich   | Frankreich                          | 1,97 %        |
| 9.                 | Chris Coleman       | Wales        | Wales                               | 1,82 %        |
| 10.                | Mauricio Pochettino | Argentinien  | Tottenham Hotspur                   | 1,21 %        |

## FIFA-Welttrainer des Jahres (Frauenfußball)

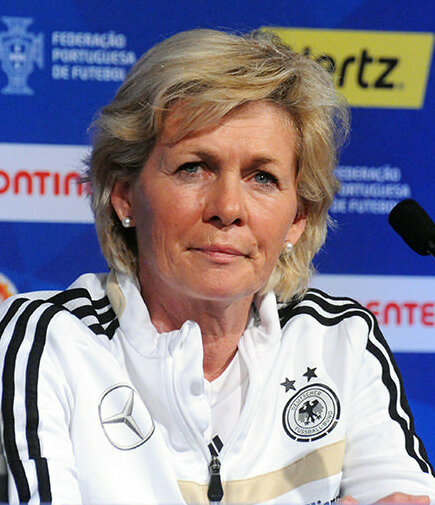
FIFA-Welttrainerin des Jahres im Frauenfußball 2016
Silvia Neid

Gewinnerin wurde Silvia Neid.
| Platz              | Trainer                  | Nationalität | Team               | Stimmenanteil |
| Finalisten         | Finalisten               | Finalisten   | Finalisten         | Finalisten    |
| ------------------ | ------------------------ | ------------ | ------------------ | ------------- |
| 1.                 | Silvia Neid              | Deutschland  | Deutschland        | 29,99 %       |
| 2.                 | Jill Ellis               | England      | Vereinigte Staaten | 16,68 %       |
| 3.                 | Pia Sundhage             | Schweden     | Schweden           | 16,47 %       |
| Weitere Kandidaten |                          |              |                    |               |
| 4.                 | John Herdman             | England      | Kanada             | 7,85 %        |
| 5.                 | Gérard Prêcheur          | Frankreich   | Olympique Lyon     | 7,26 %        |
| 6.                 | Vadão                    | Brasilien    | Brasilien          | 6,00 %        |
| 7.                 | Martina Voss-Tecklenburg | Deutschland  | Schweiz            | 4,07 %        |
| 8.                 | Vera Pauw                | Niederlande  | Südafrika          | 3,99 %        |
| 9.                 | Thomas Wöhrle            | Deutschland  | FC Bayern München  | 3,96 %        |
| 10.                | Philippe Bergeroo        | Frankreich   | Frankreich         | 3,73 %        |

## Weitere Auszeichnungen
- FIFA FIFPro World XI: Siehe FIFA FIFPro World XI#2016
- FIFA-Fanpreis: Fans von  Borussia Dortmund und  FC Liverpool (siehe FIFA-Fanpreis#2016)
- FIFA-Puskás-Preis:  Mohd Faiz Subri (siehe FIFA-Puskás-Preis#2016)
- FIFA-Fairplay-Preis:  Atlético Nacional (siehe FIFA-Fairplay-Preis#Preisträger)